# Siegmund Günther
Pour les articles homonymes, voir Günther.
Adam Wilhelm Siegmund Günther (né le 6 février 1848 à Nuremberg et mort le 4 février 1923 à Munich) est un géographe, mathématicien et scientifique allemand.

## Biographie
Siegmund Günther, fils d'un marchand de Nuremberg, étudie au lycée de sa ville natale de 1855 à 1865. Déjà écolier, il développe un penchant pour la géographie. Après avoir obtenu son diplôme, Günther va à l'Université d'Erlangen et devient membre de la fraternité Bubenruthia (de) en 1865. Comme le sujet de la géographie n'existe pas encore à cette époque, Günther étudie les mathématiques et la physique. Au fil des ans, il déménage pour étudier à Heidelberg, Leipzig, Berlin et Göttingen. Lorsque la guerre franco-prussienne éclate en 1870, il interrompt ses études et se porte volontaire pour la guerre. Après avoir été libéré en 1871, il réussit le premier examen d'État en mathématiques.
Un an après l'examen, en 1872, il obtient son doctorat avec une thèse intitulée Studien zur theoretischen Photometrie et devient professeur au lycée (de) de Weißenburg am Sand. Après seulement un an, il s'habilite avec Darstellung der Näherungswerte von Kettenbrüchen in independenter Form, quitte l'enseignement et se rend à l'Université d'Erlangen en tant que chargé de cours privé en mathématiques. En 1875, il est transféré à l'Université technique de Munich pendant trois semestres. En 1877, il passe six mois comme professeur assistant au lycée d'Amberg et est ensuite nommé professeur de mathématiques et de physique au lycée d'Ansbach. Après neuf ans d'activité, il est nommé successeur de Friedrich Ratzel à la chaire de géographie de l'Université technique de Munich. Günther déploie une activité d'enseignement intense bien au-delà des frontières de sa discipline. Il veille à ce que le séminaire de géographie soit équipé selon les normes techniques les plus récentes. De 1911 à 1913, il est recteur de l'école supérieure technique de Munich.
Günther est député du Reichstag de 1878 à 1884 en tant que membre du Parti progressiste allemand, d'abord pour la 1re circonscription de Moyenne-Franconie (Nuremberg), plus tard pour le Parti libéral allemand pour la 5e circonscription de Berlin (Spandauer Vorstadt).
En 1877, Günther est élu membre de la société savante Léopoldine. La Société d'histoire naturelle de Nuremberg en fait un membre honoraire et le lui dédie à l'occasion de son 60e anniversaire un prix. En 1900, il est élu membre associé et en 1905, membre à part entière de la classe mathématique et physique de l'Académie bavaroise des sciences.

## Travail
L'activité de publication de Günther est d'abord axée sur les mathématiques. Il acquit une plus grande notoriété alors qu'il enseigne déjà au lycée, avec de nombreux programmes scolaires et manuels. De 1876 à 1886, il est l'un des rédacteurs de la Zeitschrift für den mathematischen und naturwissenschaftlichen Unterricht. Outre d'importantes discussions et solutions de problèmes, Günther s'intéresse de près à l'histoire des mathématiques et relie notamment les questions de recherche mathématique à celles de la géographie. En 1876, il publie ses Vermischte Untersuchungen zur Geschichte der mathematischen Wissenschaften, en 1908 son Geschichte der Mathematik I : Von den ältesten Zeiten bis Cartesius et en 1887 son Geschichte des mathematischen Unterrichts im deutschen Mittelalter bis zum Jahr 1525.
En plus des mathématiques, la météorologie est un autre centre d'intérêt du travail de Günther. Ses premiers travaux, Der Einfluß der Himmelskörper auf die Witterungsverhältnisse (1874) et Praktische Meteorologie (1881), sont très appréciés. Après 1900, il mène de vastes recherches sur le phénomène des tremblements de terre et se consacre également à des études volcanologiques. Mais ce sont ses écrits géophysiques qui lui apportent la plus grande renommée, en particulier son ouvrage principal Handbuch der Geophysik (deux volumes, 1re édition 1884/1885, 2e édition 1897/1898). Le Geschichte der Erdkunde (Leipzig et Vienne 1904) est également le premier ouvrage de ce type. En 1915, le volume Astronomische Geographie (réimprimé en 1919) paraît dans la collection Göschen (de) des éditions Walter de Gruyter.
Günther écrit de nombreuses biographies. Il écrit plus de 200 articles pour la seule Allgemeine Deutsche Biographie. Il écrit la partie d'introduction générale du quatrième volume des conférences de Moritz Cantor sur l'histoire des mathématiques (1908) sur les mathématiques à la fin du XVIIIe siècle.

### Publications (sélection)
- Darstellung der Näherungswerthe der Kettenbrüche in independenter Form. Eduard Besold, Erlangen, 1873.
- Vermischte Untersuchungen zur Geschichte der mathematischen Wissenschaften. Teubner, Leipzig, 1876.
- Lehrbuch der Determinanten-Theorie für Studirende. Eduard Besold, Erlangen, 1877.
- Die Lehre von den gewöhnlichen und verallgemeinerten Hyperbelfunktionen. Louis Nebert, Halle, 1881.
- Parabolische Logarithmen und parabolische Trigonometrie. Teubner, Leipzig, 1882.